# George Chastelain

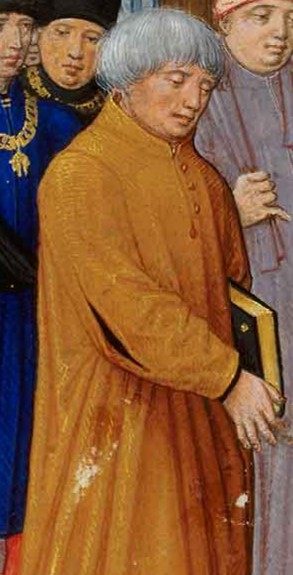
George Chastelain

George Chastelain, Georges Chastellain of Joris Castelain (Lede (?), ca. 1414 – Valenciennes, 13 februari of 20 maart 1475) was een Bourgondisch diplomaat, kroniekschrijver en dichter. Hij was een Vlaming die in het Frans schreef. De kronieken van Chastelain werden geprezen vanwege de precieze beschrijvingen die ze bevatten. Als dichter maakte hij deel uit van de Grand Rhétoriqueurs.

## Leven en werk
Over de jeugdjaren van Chastelain is weinig bekend. Volgens zijn epitaaf zou hij overleden zijn op zeventigjarige leeftijd en dus geboren omstreeks 1405, maar dit wordt door historici in twijfel getrokken. In ieder geval was hij nog een escolier (scholier) in 1430, waardoor zijn geboortejaar eerder omstreeks 1415 te situeren is. Zijn ouders waren Jan Castelain en Marie van Massemine, die in 1425 en 1432 genoteerd stonden in documenten van de stad Aalst. Ze waren kortstondig uitgeweken naar het Land van Aalst vanwege financiële moeilijkheden, maar keerden terug naar Gent. Zijn vader was er schipper en zijn moeder behoorde tot de lage adel.
Chastelain groeide op in Gent en studeerde te Leuven. Daarna trad hij omstreeks 1433 toe tot het leger van Filips de Goede, hertog van Bourgondië. Hij nam deel aan de oorlog tussen Frankrijk en Bourgondië en werd in 1434 schildknaap van de hertog. Na de Vrede van Atrecht in 1435 verliet hij het leger en begon te reizen.
Hij bracht het grootste gedeelte van zijn tijd door in Frankrijk, was als diplomaat in dienst van Georges de la Trémoille en werd in 1444 secretaris van Pierre de Brézé, seneschalk van Poitou. In 1446 keerde Chastelain terug naar het hof van Filips de Goede. Hij kreeg er diplomatieke opdrachten en reisde veel in opdracht van de hertog.
Op 25 juni 1455 werd Chastelain benoemd tot officiële kroniekschrijver van het hertogdom Bourgondië. Hij kreeg bij die gelegenheid de titel Chroniqueur de Monseigneur. Zijn kronieken Chroniques des choses de ce temps, die de jaren 1419 tot 1475 omvatten, zijn voor een aanzienlijk deel verloren gegaan. De fragmenten die overgeleverd werden, worden geprezen vanwege de precieze beschrijvingen, de onpartijdigheid en het historisch en psychologisch inzicht van de schrijver. Daarnaast was Chastelain ook dichter. Zijn talrijke gedichten, waaronder L'oultré d'amour, Miroir de la Mort en Le dit de vérité, zijn kenmerkend voor de in die tijd heersende hofpoëzie. Ze zijn meestal politiek, godsdienstig, moraliserend of polemiserend van aard. Chastelain maakte deel uit van de literaire stroming van de Grand Rhétoriqueurs die actief waren in Vlaanderen, Noord-Frankrijk en het hertogdom Bourgondië.
In januari 1457 werd Chastelain benoemd tot hertogelijk raadsman. In 1463 vestigde hij zich definitief in Valencijn en werd Jean Molinet aangesteld als assistent-kroniekschrijver. Na de dood van Filips de Goede in 1467 behield Chastelain zijn bevoorrechte positie aan het hof onder de nieuwe hertog Karel de Stoute. Deze ridderde hem op 2 mei 1473 en benoemde hem tot indicaire of verslaggever van de Orde van het Gulden Vlies.
Chastelain stierf in 1475; op 13 februari volgens de documenten van de stad Valenciennes of op 20 maart volgens zijn epitaaf. Molinet volgde hem op als officiële kroniekschrijver van het hertogdom Bourgondië.
Zijn oeuvre werd tussen 1863 en 1866 in acht delen gepubliceerd door Joseph Kervyn de Lettenhove onder de titel L'Œuvre de Georges Chastelain.